# Nick Vujicic

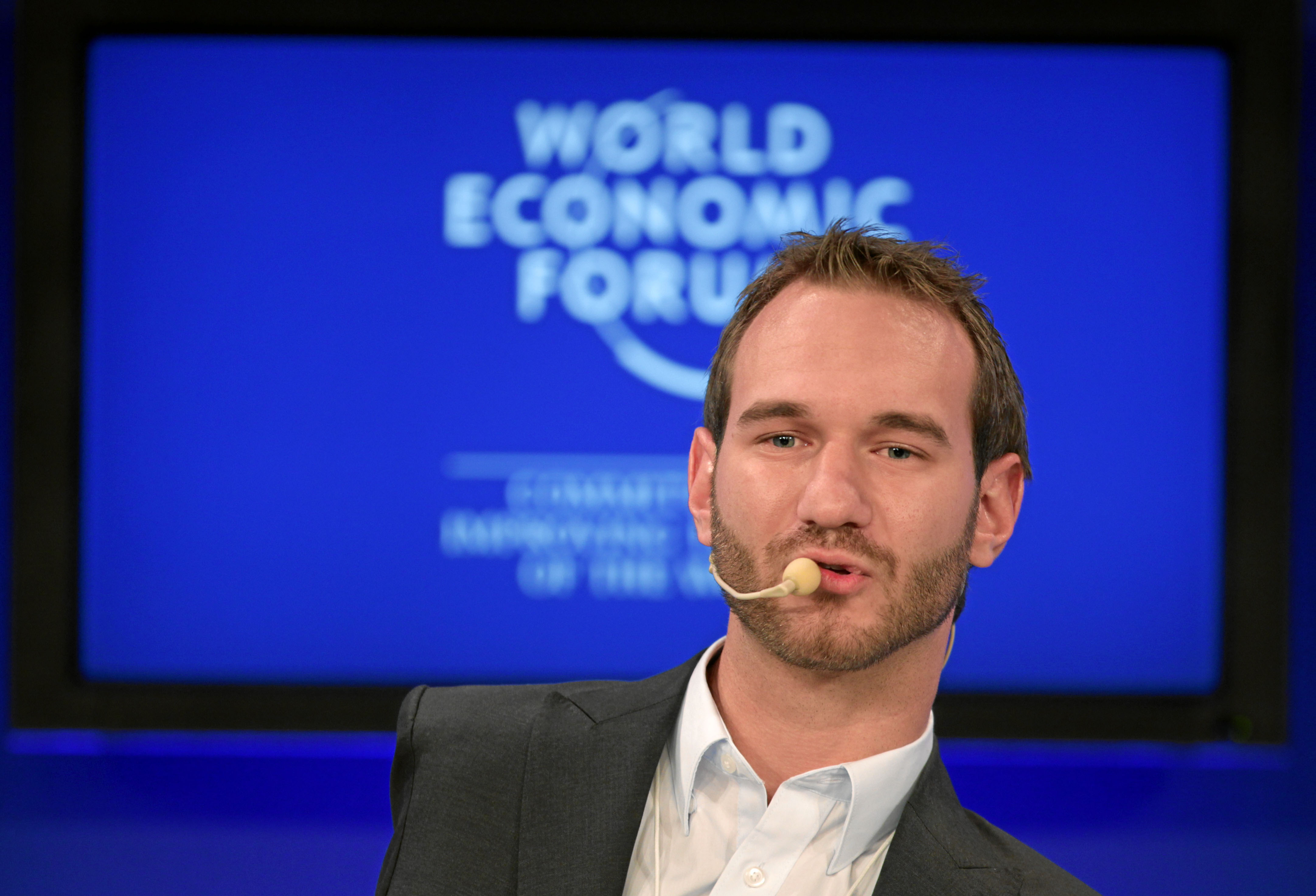
Nick Vujicic v roce 2011 na zasedání Světového ekonomického fóra

Nicholas James „Nick“ Vujicic (srbsky Николас Џејмс Вујичић respektive Nikolas Džejms Vujičić, * 4. prosince 1982 v Melbourne) je srbsko-australský motivační řečník a křesťanský kazatel.
Narodil se se vzácným syndromem zvaným tetraamélie, tedy skoro bez všech čtyř končetin, pouze se dvěma zakrnělýma nohama, z nichž na jedné má dva prsty. V dětství své postižení těžce nesl, dokonce zvažoval sebevraždu, nicméně potom se naučil svoji invaliditu překonávat a angažoval se v pomoci postiženým. Postupně také začal přednášet a založil neziskovou organizaci „Life Without Limbs“ (doslova „život bez končetin“). Kromě přednášek vydal motivační knihy a DVD. Také si zahrál roli postiženého v americkém krátkometrážním filmu The Butterfly Circus.
Nick Vujicic je od roku 2012 ženatý se Skanae Miyaharou a mají spolu 4 děti. 2 syny-Dejan Levi a
Kiyoshi James, a dcery dvojčata
Ellie Laurel a Olivia Mei.